# Tovomita froesii
Tovomita froesii är en tvåhjärtbladig växtart som beskrevs av B. Maguire. Tovomita froesii ingår i släktet Tovomita och familjen Clusiaceae. Inga underarter finns listade i Catalogue of Life.